# Tetramesa swezeyi
Tetramesa swezeyi är en stekelart som först beskrevs av Phillips och Poos 1922.  Tetramesa swezeyi ingår i släktet Tetramesa och familjen kragglanssteklar. Inga underarter finns listade i Catalogue of Life.